# Campeonato Peruano de Fútbol de 1930
El Campeonato Peruano de Fútbol de 1930, denominado como «XV Campeonato de la Liga Provincial de Football de Lima 1930», fue la edición número 15 de la Primera División Peruana y la 5.ª edición realizada por la FPF. Se desarrolló entre el 14 de septiembre y 7 de diciembre de 1930, con la participación de doce equipos. 
El torneo se jugó en dos fases, la primera en tres grupos de cuatro equipos de los cuales el primero clasificaba a la liguilla por el título mientras que el último jugaba en la liguilla por el descenso.
El campeón fue Atlético Chalaco que consiguió su primer título de Primera División. Por otra parte Sport Progreso perdió la categoría.

## Ascensos y descensos
| Club        | Ascendido como                |
| ----------- | ----------------------------- |
| Lawn Tennis | 1º en Primera División B 1929 |

| Club                  | Descendido como              |
| --------------------- | ---------------------------- |
| Sportivo Jorge Chávez | 11º en Primera División 1929 |
| Alianza Chorrillos    | 12º en Primera División 1929 |

## Equipos participantes
| Club                          | Ciudad | Entrenador         |
| ----------------------------- | ------ | ------------------ |
| Alianza Lima                  | Lima   | Guillermo Rivero   |
| Atlético Chalaco              | Callao | Telmo Carbajo      |
| Ciclista Lima                 | Lima   |                    |
| Circolo Sportivo Italiano     | Lima   | Augusto Bergamino  |
| Federación Universitaria      | Lima   | Mario de las Casas |
| Hidroaviación                 | Ancón  |                    |
| Lawn Tennis                   | Lima   |                    |
| Sport Progreso                | Lima   |                    |
| Sporting Tabaco               | Lima   | Juan Borelli       |
| Sportivo Unión                | Lima   |                    |
| Sportivo Tarapacá Ferrocarril | Lima   |                    |
| Unión Buenos Aires            | Callao |                    |

## Primera ronda

### Grupo 1
| Pos. | Equipo                    | PJ | PG | PE | PP | GF | GC | DG | Pts. |
| ---- | ------------------------- | -- | -- | -- | -- | -- | -- | -- | ---- |
| 1    | Alianza Lima              | 3  | 3  | 0  | 0  | 8  | 2  | +6 | 6    |
| 2    | Circolo Sportivo Italiano | 3  | 1  | 1  | 1  | 3  | 4  | -1 | 3    |
| 3    | Hidroaviación             | 3  | 0  | 2  | 1  | 4  | 5  | -1 | 2    |
| 4    | Sportivo Unión            | 3  | 0  | 1  | 2  | 4  | 8  | -4 | 1    |

|  | Liguilla por el título   |
|  | Liguilla por el descenso |

#### Resultados
| Local \ Visitante         | ALI | CSI | HID | SUN |
| ------------------------- | --- | --- | --- | --- |
| Alianza Lima              |     | —   | 2–1 | 4–1 |
| Circolo Sportivo Italiano | 0–2 |     | —   | —   |
| Hidroaviación             | —   | 1–1 |     | 2–2 |
| Sportivo Unión            | —   | 1–2 | —   |     |

##### Fecha 1
| Equipo 1       | Resultado | Equipo 2                  |
| -------------- | --------- | ------------------------- |
| Sportivo Unión | 1–2       | Circolo Sportivo Italiano |
| Alianza Lima   | 2–1       | Hidroaviación             |

##### Fecha 2
| Equipo 1       | Resultado | Equipo 2                  |
| -------------- | --------- | ------------------------- |
| Sportivo Unión | 2–2       | Hidroaviación             |
| Alianza Lima   | 2–0       | Circolo Sportivo Italiano |

##### Fecha 3
| Equipo 1      | Resultado | Equipo 2                  |
| ------------- | --------- | ------------------------- |
| Hidroaviación | 1–1       | Circolo Sportivo Italiano |
| Alianza Lima  | 4–1       | Sportivo Unión            |

### Grupo 2
| Pos. | Equipo                   | PJ | PG | PE | PP | GF | GC | DG | Pts. |
| ---- | ------------------------ | -- | -- | -- | -- | -- | -- | -- | ---- |
| 1    | Federación Universitaria | 3  | 2  | 1  | 0  | 6  | 1  | +5 | 5    |
| 2    | Ciclista Lima            | 3  | 2  | 0  | 1  | 6  | 4  | +2 | 4    |
| 3    | Unión Buenos Aires       | 3  | 0  | 2  | 1  | 6  | 7  | -1 | 2    |
| 4    | Sport Progreso           | 3  | 0  | 1  | 2  | 3  | 9  | -6 | 1    |

|  | Liguilla por el título   |
|  | Liguilla por el descenso |

#### Resultados
| Local \ Visitante        | CIC | UNI | PRO | UBA |
| ------------------------ | --- | --- | --- | --- |
| Ciclista Lima            |     | 0–2 | 3–0 | —   |
| Federación Universitaria | —   |     | 3–0 | —   |
| Sport Progreso           | —   | —   |     | 3–3 |
| Unión Buenos Aires       | 2–3 | 1–1 | —   |     |

##### Fecha 1
| Equipo 1       | Resultado | Equipo 2                 |
| -------------- | --------- | ------------------------ |
| Ciclista Lima  | 0–2       | Federación Universitaria |
| Sport Progreso | 3–3       | Unión Buenos Aires       |

##### Fecha 2
| Equipo 1       | Resultado | Equipo 2                 |
| -------------- | --------- | ------------------------ |
| Sport Progreso | 0–3       | Federación Universitaria |
| Ciclista Lima  | 3–2       | Unión Buenos Aires       |

##### Fecha 3
| Equipo 1           | Resultado | Equipo 2                 |
| ------------------ | --------- | ------------------------ |
| Unión Buenos Aires | 1–1       | Federación Universitaria |
| Ciclista Lima      | 3–0       | Sport Progreso           |

### Grupo 3
| Pos. | Equipo                        | PJ | PG | PE | PP | GF | GC | DG | Pts. |
| ---- | ----------------------------- | -- | -- | -- | -- | -- | -- | -- | ---- |
| 1    | Atlético Chalaco              | 3  | 3  | 0  | 0  | 6  | 2  | +4 | 6    |
| 2    | Sporting Tabaco               | 3  | 2  | 0  | 1  | 6  | 4  | +2 | 4    |
| 3    | Lawn Tennis de la Exposición  | 3  | 1  | 0  | 2  | 4  | 3  | +1 | 2    |
| 4    | Sportivo Tarapacá Ferrocarril | 3  | 0  | 0  | 3  | 3  | 10 | -7 | 0    |

|  | Liguilla por el título   |
|  | Liguilla por el descenso |

#### Resultados
| Local \ Visitante            | CHA | TEN | TAB | TAR |
| ---------------------------- | --- | --- | --- | --- |
| Atlético Chalaco             |     | —   | 2–1 | 3–1 |
| Lawn Tennis de la Exposición | 0–1 |     | —   | —   |
| Sporting Tabaco              | —   | 2–0 |     | 3–2 |
| Sportivo Tarapacá            | —   | 0–4 |     |     |

##### Fecha 1
| Equipo 1          | Resultado | Equipo 2                     |
| ----------------- | --------- | ---------------------------- |
| Sportivo Tarapacá | 0–4       | Lawn Tennis de la Exposición |
| Atlético Chalaco  | 2–1       | Sporting Tabaco              |

##### Fecha 2
| Equipo 1         | Resultado | Equipo 2                     |
| ---------------- | --------- | ---------------------------- |
| Sporting Tabaco  | 3–2       | Sportivo Tarapacá            |
| Atlético Chalaco | 1–0       | Lawn Tennis de la Exposición |

##### Fecha 3
| Equipo 1         | Resultado | Equipo 2                     |
| ---------------- | --------- | ---------------------------- |
| Sporting Tabaco  | 2–0       | Lawn Tennis de la Exposición |
| Atlético Chalaco | 3–1       | Sportivo Tarapacá            |

## Liguilla por el descenso
| Pos. | Equipo                        | PJ | PG | PE | PP | GF | GC | DG | Pts. |
| ---- | ----------------------------- | -- | -- | -- | -- | -- | -- | -- | ---- |
| 1    | Sportivo Unión                | 2  | 1  | 1  | 0  | 7  | 3  | +4 | 3    |
| 2    | Sportivo Tarapacá Ferrocarril | 2  | 0  | 2  | 0  | 5  | 5  | 0  | 2    |
| 3    | Sport Progreso                | 2  | 0  | 1  | 1  | 2  | 6  | -4 | 1    |

|  | Descendió a División Intermedia 1931 |

### Resultados
| Local \ Visitante | PRO | TAR | SUN |
| ----------------- | --- | --- | --- |
| Sport Progreso    |     | 2–2 | —   |
| Sportivo Tarapacá | —   |     | 3–3 |
| Sportivo Unión    | 4–0 | —   |     |

| Equipo 1          | Resultado | Equipo 2          |
| ----------------- | --------- | ----------------- |
| Sportivo Tarapacá | 2–2       | Sport Progreso    |
| Sportivo Unión    | 3–3       | Sportivo Tarapacá |
| Sportivo Unión    | 4–0       | Sport Progreso    |

## Liguilla por el título
| Pos. | Equipo                   | PJ | PG | PE | PP | GF | GC | DG | Pts. |
| ---- | ------------------------ | -- | -- | -- | -- | -- | -- | -- | ---- |
| 1    | Atlético Chalaco         | 2  | 2  | 0  | 0  | 4  | 2  | +2 | 4    |
| 2    | Alianza Lima             | 2  | 0  | 1  | 1  | 2  | 3  | -1 | 1    |
| 3    | Federación Universitaria | 2  | 0  | 1  | 1  | 2  | 3  | -1 | 1    |

|  | Campeón 1930 |

### Fecha 1
| 23 de noviembre de 1930 | Atlético Chalaco       | 2:1 (0:1) | Federación Universitaria | Estadio Nacional, Lima |                     |
|                         | Puente 29' · Miñán 50' |           | M. Pacheco 13'           | Árbitro(s): Maurtua    | Árbitro(s): Maurtua |

### Fecha 2
| 30 de noviembre de 1930 | Federación Universitaria | 1:1 (1:0) | Alianza Lima | Estadio Nacional, Lima    |                           |
|                         | Cárpena 5'               |           | Lavalle 49'  | Árbitro(s): Antonio Serra | Árbitro(s): Antonio Serra |

### Fecha 3
| 7 de diciembre de 1930 | Atlético Chalaco | 2:1 (0:1) | Alianza Lima     | Estadio Nacional, Lima   |                          |
|                        | Puente 56', 81'  |           | K. Sarmiento 27' | Árbitro(s): Charles Pool | Árbitro(s): Charles Pool |

|                            |
| Campeón Nacional           |
| Atlético Chalaco 1° título |
|                            |

## Máximos goleadores
| Jugador              | Equipo                   | Goles |
| -------------------- | ------------------------ | ----- |
| Manuel Puente        | Atlético Chalaco         | 5     |
| José Miñán           | Atlético Chalaco         | 4     |
| Alejandro Villanueva | Alianza Lima             | 3     |
| Mario Pacheco        | Federación Universitaria | 3     |
| Demetrio Neyra       | Alianza Lima             | 3     |

## Equipos de Reserva
| Pos. | Equipo                        | Pts. | PJ | G | E | P  | GF | GC | Dif. | Clasificación |
| ---- | ----------------------------- | ---- | -- | - | - | -- | -- | -- | ---- | ------------- |
| 1    | Federación Universitaria      | 28   | 11 | 9 | 1 | 1  | 0  | 0  | 0    | Campeón       |
| 2    | Alianza Lima                  | 28   | 11 | 9 | 1 | 1  | 0  | 0  | 0    |               |
| 3    | Unión Buenos Aires            | 21   | 11 | 6 | 3 | 2  | 0  | 0  | 0    |               |
| 4    | Lawn Tennis de la Exposición  | 20   | 11 | 6 | 2 | 3  | 0  | 0  | 0    |               |
| 5    | Sporting Tabaco               | 19   | 11 | 6 | 1 | 4  | 0  | 0  | 0    |               |
| 6    | Circolo Sportivo Italiano     | 18   | 11 | 5 | 3 | 3  | 0  | 0  | 0    |               |
| 7    | Sportivo Unión                | 18   | 11 | 6 | 0 | 5  | 0  | 0  | 0    |               |
| 8    | Sportivo Tarapacá Ferrocarril | 12   | 11 | 4 | 0 | 7  | 0  | 0  | 0    |               |
| 9    | Atlético Chalaco              | 10   | 11 | 3 | 1 | 7  | 0  | 0  | 0    |               |
| 10   | Ciclista Lima                 | 9    | 11 | 3 | 0 | 8  | 0  | 0  | 0    |               |
| 11   | Sport Progreso                | 6    | 11 | 2 | 0 | 9  | 5  | 0  | +5   |               |
| 12   | Hidroaviación                 | 3    | 11 | 1 | 0 | 10 | 0  | 0  | 0    |               |

 Fuente: 

### Desempate por el Título
| Equipo 1                 | Resultado | Equipo 2     |
| ------------------------ | --------- | ------------ |
| Federación Universitaria | 3–1       | Alianza Lima |

## Equipos Juveniles
| Pos. | Equipo                        | Pts. | PJ | G  | E | P  | GF | GC | Dif. | Clasificación |
| ---- | ----------------------------- | ---- | -- | -- | - | -- | -- | -- | ---- | ------------- |
| 1    | Lawn Tennis de la Exposición  | 31   | 11 | 10 | 1 | 0  | 0  | 0  | 0    | Campeón       |
| 2    | Circolo Sportivo Italiano     | 24   | 11 | 7  | 3 | 1  | 0  | 0  | 0    |               |
| 3    | Unión Buenos Aires            | 21   | 11 | 7  | 0 | 4  | 0  | 0  | 0    |               |
| 4    | Alianza Lima                  | 20   | 11 | 6  | 2 | 3  | 0  | 0  | 0    |               |
| 5    | Atlético Chalaco              | 19   | 11 | 6  | 1 | 4  | 0  | 0  | 0    |               |
| 6    | Federación Universitaria      | 17   | 11 | 5  | 2 | 4  | 0  | 0  | 0    |               |
| 7    | Sportivo Tarapacá Ferrocarril | 17   | 11 | 5  | 2 | 4  | 0  | 0  | 0    |               |
| 8    | Ciclista Lima                 | 14   | 11 | 4  | 2 | 5  | 0  | 0  | 0    |               |
| 9    | Sport Progreso                | 11   | 11 | 3  | 2 | 6  | 5  | 0  | +5   |               |
| 10   | Sportivo Unión                | 10   | 11 | 3  | 1 | 7  | 0  | 0  | 0    |               |
| 11   | Sporting Tabaco               | 3    | 11 | 1  | 0 | 10 | 0  | 0  | 0    |               |
| 12   | Hidroaviación                 | 0    | 11 | 0  | 0 | 11 | 0  | 0  | 0    |               |

 Fuente: 